# Jorge Pablo Maz
Pablo Maz (Durazno, Uruguay, 28 de septiembre de 1989) es un futbolista uruguayo.

## Biografía
Jorge Pablo Maz inició su carrera en Durazno F.C, equipo de la Segunda División Profesional de Uruguay en el que tuvo buenas actuaciones, actuaciones que llevaron a que el jugador se fuera a probar a equipos como el AZ Alkmaar de Holanda, donde no tuvo buena suerte. Luego de su paso por el territorio europeo, fue contactado por empresarios mexicanos, más precisamente de Veracruz. El jugador llegó al club mexicano, pero el técnico no lo tuvo mucho en cuenta. En julio de 2010 llegó a Colombia para probarse en el DIM a préstamo por un año procedido del club mexicano. El jugador regresa a Veracruz de México, tras no tener el rendimiento necesario en el equipo colombiano.

## Clubes
| Club                   | País     |
| ---------------------- | -------- |
| Durazno F.C            | Uruguay  |
| Veracruz               | México   |
| Independiente Medellín | Colombia |
| Veracruz               | México   |